# Microsoft Surface Pro 6
Das Microsoft Surface Pro 6 ist ein 2-in-1-Laptop zum Arbeiten, Schreiben auf dem Bildschirm, Streamen und Spielen.

## Konfigurationen
| CPU                            | GPU                   | Arbeitsspeicher | Speicher                      | Farbe          |
| Intel® Core™ i5-8250U Vierkern | Intel® UHD-Grafik 620 | 8GB RAM         | 128GB Solid State Drive (SSD) | Platin         |
| Intel® Core™ i5-8250U Vierkern | Intel® UHD-Grafik 620 | 8GB RAM         | 256GB Solid State Drive (SSD) | Platin/Schwarz |
| Intel® Core™ i5-8250U Vierkern | Intel® UHD-Grafik 620 | 16GB RAM        | 256GB Solid State Drive (SSD) | Platin         |
| Intel® Core™ i5-8350U Vierkern | Intel® UHD-Grafik 620 | 8GB RAM         | 128GB Solid State Drive (SSD) | Platin         |
| Intel® Core™ i5-8350U Vierkern | Intel® UHD-Grafik 620 | 8GB RAM         | 256GB Solid State Drive (SSD) | Platin/Schwarz |
| Intel® Core™ i5-8350U Vierkern | Intel® UHD-Grafik 620 | 16GB RAM        | 256GB Solid State Drive (SSD) | Platin         |
| Intel® Core™ i7-8650U Vierkern | Intel® UHD-Grafik 620 | 8GB RAM         | 256GB Solid State Drive (SSD) | Platin/Schwarz |
| Intel® Core™ i7-8650U Vierkern | Intel® UHD-Grafik 620 | 16GB RAM        | 512GB Solid State Drive (SSD) | Platin/Schwarz |
| Intel® Core™ i7-8650U Vierkern | Intel® UHD-Grafik 620 | 16GB RAM        | 1TB Solid State Drive (SSD)   | Platin         |

## Hardware
Das Microsoft Surface Pro 6 kann mit Vierkern 8. Gen Intel® Core™ i5 oder i7 Prozessoren mit 8GB oder 16GB RAM und 128GB, 256GB, 512GB oder 1TB Solid State Drive (SSD)-Optionen konfiguriert werden.
Das Microsoft Surface Pro 6 ist mit einem PixelSense™-Display (12,3 Zoll) mit einer Auflösung von 2736 × 1824 (267 PPI), einem Seitenverhältnis von 3:2 und mit einer 10-Punkt-Multi-Touch Funktion ausgestattet. Es sind ein Umgebungslichtsensor, ein Beschleunigungssensor und ein Gyroskop verbaut. Das Microsoft Surface Pro 6 ist mit einem USB-A, einem Mini-DisplayPort, einem 3,5-mm-Kopfhörerbuchse, einem Surface Connect-Anschluss, einem Surface Type Cover-Anschluss und einem microSDXC-Kartenleser ausgestattet und ist kompatibel mit der Surface-Dial-Offscreen-Interaktion. Für die Kommunikation verfügt das Microsoft Surface Pro 6 über eine Kamera für die Windows Hello-Authentifizierung per Gesichtserkennung (vorne), eine 5-MP-Frontkamera für Full-HD-Videoaufnahmen (1080p), eine 8,0-MP-Rückkamera mit Autofokus für Full-HD-Videoaufnahmen (1080p), zwei Mikrofone und 1,6-Watt-Stereolautsprecher mit Dolby® Audio™. Die Konnektivität kann über WLAN (Kompatibel mit 802.11 a/b/g/n/ac) ober über Bluetooth Wireless 4.1 Technologie realisiert werden, optional auch über Mobilfunk (LTE). Akkulaufzeit bis zu 13,5 Stunden bei typischer Gerätenutzung.
Ausgeliefert wird das Microsoft Surface Pro 6 mit Netzteil, Schnellstarthandbuch und Sicherheitshinweisen & Garantiebelegen. Ein Jahr befristete Hardwaregarantie wird durch Microsoft gegeben.
Maße: 292 mm × 201 mm × 8,5 mm, Gewicht (ohne Type Cover) i5: 770 g; i7: 783 g

## Software
Das Microsoft Surface Pro 6 kann mit Microsoft Windows 10 Home oder Pro bestellt werden und wird mit einer 30-Tage-Testversion von Microsoft 365 geliefert.